# Claude Rouer
Claude Paul Lucien Rouer (Paris, 25 de outubro de 1929 — Valenton, França, 23 de julho de 2021) foi um ex-ciclista francês. Competiu nos Jogos Olímpicos de Verão de 1952, em Helsínquia. Ele terminou em último lugar no Tour de France 1953.